# 3C 61.1
3C 61.1 es una galaxia de tipo Seyfert de clase II que está ubicada en la constelación de Cefeo. Su corrimiento al rojo es 0,0184.